# Gentiana sceptrum
Gentiana sceptrum är en gentianaväxtart som beskrevs av August Heinrich Rudolf Grisebach. Gentiana sceptrum ingår i släktet gentianor, och familjen gentianaväxter. Inga underarter finns listade i Catalogue of Life.